# Vuelta a España 2022
Vuelta a España 2022 var den 77:e upplagan av det spanska etapploppet Vuelta a España. Cykelloppets 21 etapper kördes mellan den 19 augusti och 11 september med start i Utrecht i Nederländerna och målgång i Madrid. Loppet var en del av UCI World Tour 2022 och vanns av belgiska Remco Evenepoel från cykelstallet Quick-Step Alpha Vinyl.

## Deltagande lag
| WorldTeams (18)- AG2R Citroën Team - Astana Qazaqstan Team - Bahrain Victorious - Bora-Hansgrohe - Cofidis - EF Education-EasyPost - Groupama-FDJ - Ineos Grenadiers - Intermarché-Wanty-Gobert Matériaux - Israel-Premier Tech - Jumbo-Visma - Lotto-Soudal - Movistar Team - Quick-Step Alpha Vinyl - BikeExchange-Jayco - Team DSM - Trek-Segafredo - UAE Team Emirates ProTeams (5)- Alpecin-Deceuninck - Arkéa-Samsic - Burgos-BH - Equipo Kern Pharma - Euskaltel-Euskadi |
| |

## Etapper
| Etapp | Datum  | Start – mål                                                       | type          | Distans (km) | Höjdskillnad (m) | Etappvinnare          | Totalledare     |
| ----- | ------ | ----------------------------------------------------------------- | ------------- | ------------ | ---------------- | --------------------- | --------------- |
| 1     | 19 aug | Utrecht – Utrecht                                                 | Lagtempoetapp | 23,3         | 47 m             | Jumbo-Visma           | Robert Gesink   |
| 2     | 20 aug | 's-Hertogenbosch – Utrecht                                        | Flack etapp   | 175,1        | 498 m            | Sam Bennett           | Mike Teunissen  |
| 3     | 21 aug | Breda – Breda                                                     | Flack etapp   | 193,5        | 237 m            | Sam Bennett           | Edoardo Affini  |
|       | 22 aug | Övergång till Spanien                                             | Vilodag       |              |                  |                       |                 |
| 4     | 23 aug | Vitoria-Gasteiz – Laguardia                                       | Kuperat       | 153,5        | 2 306 m          | Primož Roglič         | Primož Roglič   |
| 5     | 24 aug | Irun – Bilbao                                                     | Kuperat       | 187,2        | 2 985 m          | Marc Soler            | Rudy Molard     |
| 6     | 25 aug | Bilbao – Pico Jano                                                | Bergsetapp    | 181,2        | 4 076 m          | Jay Vine              | Remco Evenepoel |
| 7     | 26 aug | Camargo – Cistierna                                               | Kuperat       | 190          | 3 178 m          | Jesús Herrada         | Remco Evenepoel |
| 8     | 27 aug | La Pola Llaviana – Yernes y Tameza                                | Bergsetapp    | 153,4        | 3 743 m          | Jay Vine              | Remco Evenepoel |
| 9     | 28 aug | Villaviciosa – Les Praeres                                        | Bergsetapp    | 171,4        | 3 698 m          | Louis Meintjes        | Remco Evenepoel |
|       | 29 aug | Vilodag                                                           | Vilodag       |              |                  |                       |                 |
| 10    | 30 aug | Elche – Alicante                                                  | Tempoetapp    | 30,9         | 177 m            | Remco Evenepoel       | Remco Evenepoel |
| 11    | 31 aug | El Pozo – El Cabo de Gata                                         | Flack etapp   | 191,2        | 1 601 m          | Kaden Groves          | Remco Evenepoel |
| 12    | 1 sep  | Salobreña – Peñas Blancas                                         | Bergsetapp    | 192,7        | 3 262 m          | Richard Carapaz       | Remco Evenepoel |
| 13    | 2 sep  | Ronda – Montilla                                                  | Flack etapp   | 168,4        | 1 703 m          | Mads Pedersen         | Remco Evenepoel |
| 14    | 3 sep  | Montoro – Sierra de la Pandera                                    | Bergsetapp    | 160,3        | 3 337 m          | Richard Carapaz       | Remco Evenepoel |
| 15    | 4 sep  | Martos – Sierra Nevada                                            | Bergsetapp    | 149,6        | 4 052 m          | Thymen Arensman       | Remco Evenepoel |
|       | 5 sep  | Vilodag                                                           | Vilodag       |              |                  |                       |                 |
| 16    | 6 sep  | Sanlúcar de Barrameda – Tomares                                   | Flack etapp   | 189,4        | 1 002 m          | Mads Pedersen         | Remco Evenepoel |
| 17    | 7 sep  | Aracena – Monastery of Nuestra Señora de Tentudía, Calera de León | Kuperat       | 162,3        | 2 737 m          | Rigoberto Urán        | Remco Evenepoel |
| 18    | 8 sep  | Trujillo – Piornal                                                | Bergsetapp    | 192          | 3 625 m          | Remco Evenepoel       | Remco Evenepoel |
| 19    | 9 sep  | Talavera de la Reina – Talavera de la Reina                       | Kuperat       | 138,3        | 2 278 m          | Mads Pedersen         | Remco Evenepoel |
| 20    | 10 sep | Moralzarzal – Puerto de Navacerrada                               | Bergsetapp    | 181          | 3 983 m          | Richard Carapaz       | Remco Evenepoel |
| 21    | 11 sep | Las Rozas de Madrid – Madrid                                      | Flack etapp   | 96,7         | 871 m            | Juan Sebastián Molano | Remco Evenepoel |

## Tröjutveckling
| Etapp           | Vinnare               | Totaltävlingen · | Poängtävlingen · | Bergstävlingen ·    | Ungdomstävlingen · | Lagtävlingen ·          | Mest offensiva cyklisten · |
| --------------- | --------------------- | ---------------- | ---------------- | ------------------- | ------------------ | ----------------------- | -------------------------- |
| 1               | Team Jumbo–Visma      | Robert Gesink    | Primož Roglič    | Chris Harper        | Ethan Hayter       | Team Jumbo–Visma        | ingen vinnare              |
| 2               | Sam Bennett           | Mike Teunissen   | Sam Bennett      | Julius van den Berg | Ethan Hayter       | Team Jumbo–Visma        | Jetse Bol                  |
| 3               | Sam Bennett           | Edoardo Affini   | Sam Bennett      | Julius van den Berg | Ethan Hayter       | Team Jumbo–Visma        | Pau Miquel                 |
| 4               | Primož Roglič         | Primož Roglič    | Sam Bennett      | Joan Bou            | Ethan Hayter       | Ineos Grenadiers        | Alessandro De Marchi       |
| 5               | Marc Soler            | Rudy Molard      | Sam Bennett      | Victor Langellotti  | Fred Wright        | Groupama–FDJ            | Marc Soler                 |
| 6               | Jay Vine              | Remco Evenepoel  | Sam Bennett      | Victor Langellotti  | Remco Evenepoel    | UAE Team Emirates       | Mark Padun                 |
| 7               | Jesús Herrada         | Remco Evenepoel  | Sam Bennett      | Victor Langellotti  | Remco Evenepoel    | Team Bahrain Victorious | Jesús Herrada              |
| 8               | Jay Vine              | Remco Evenepoel  | Mads Pedersen    | Jay Vine            | Remco Evenepoel    | UAE Team Emirates       | Mikel Landa                |
| 9               | Louis Meintjes        | Remco Evenepoel  | Mads Pedersen    | Jay Vine            | Remco Evenepoel    | UAE Team Emirates       | José Manuel Díaz           |
| 10              | Remco Evenepoel       | Remco Evenepoel  | Mads Pedersen    | Jay Vine            | Remco Evenepoel    | Ineos Grenadiers        | ingen vinnare              |
| 11              | Kaden Groves          | Remco Evenepoel  | Mads Pedersen    | Jay Vine            | Remco Evenepoel    | Ineos Grenadiers        | Jetse Bol                  |
| 12              | Richard Carapaz       | Remco Evenepoel  | Mads Pedersen    | Jay Vine            | Remco Evenepoel    | UAE Team Emirates       | Samuele Battistella        |
| 13              | Mads Pedersen         | Remco Evenepoel  | Mads Pedersen    | Jay Vine            | Remco Evenepoel    | UAE Team Emirates       | Joan Bou                   |
| 14              | Richard Carapaz       | Remco Evenepoel  | Mads Pedersen    | Jay Vine            | Remco Evenepoel    | UAE Team Emirates       | Luis León Sánchez          |
| 15              | Thymen Arensman       | Remco Evenepoel  | Mads Pedersen    | Jay Vine            | Remco Evenepoel    | UAE Team Emirates       | Lawson Craddock            |
| 16              | Mads Pedersen         | Remco Evenepoel  | Mads Pedersen    | Jay Vine            | Remco Evenepoel    | UAE Team Emirates       | Luis Ángel Maté            |
| 17              | Rigoberto Urán        | Remco Evenepoel  | Mads Pedersen    | Jay Vine            | Remco Evenepoel    | UAE Team Emirates       | Lawson Craddock            |
| 18              | Remco Evenepoel       | Remco Evenepoel  | Mads Pedersen    | Richard Carapaz     | Remco Evenepoel    | UAE Team Emirates       | Robert Gesink              |
| 19              | Mads Pedersen         | Remco Evenepoel  | Mads Pedersen    | Richard Carapaz     | Remco Evenepoel    | UAE Team Emirates       | Ander Okamika              |
| 20              | Richard Carapaz       | Remco Evenepoel  | Mads Pedersen    | Richard Carapaz     | Remco Evenepoel    | UAE Team Emirates       | Alejandro Valverde         |
| 21              | Juan Sebastián Molano | Remco Evenepoel  | Mads Pedersen    | Richard Carapaz     | Remco Evenepoel    | UAE Team Emirates       | ingen vinnare              |
| Slutlig vinnare | Slutlig vinnare       | Remco Evenepoel  | Mads Pedersen    | Richard Carapaz     | Remco Evenepoel    | UAE Team Emirates       | Marc Soler                 |

1. ↑  Primož Roglič mottog ledartröjan i poängtävlingen efter målgång i Utrecht och bar den under den andra etappen. Dock delades inga poäng ut under den första etappen.
2. ↑  Chris Harper mottog ledartröjan i bergstävlingen efter målgång i Utrecht och bar den under den andra etappen. Dock delades inga poäng ut under den första etappen.
3. ↑  Under etapperna 7-8 och etapperna 16-19 bar tvåan i ungdomstävlingen, Juan Ayuso, den vita tröjan eftersom ettan Remco Evenepoel bar den röda tröjan som ledare i totaltävlingen.
4. ↑  Under etapperna 9-10 bar tvåan i ungdomstävlingen, Carlos Rodríguez, den vita tröjan eftersom ettan Remco Evenepoel bar den röda tröjan som ledare i totaltävlingen.
5. ↑  Under etapperna 11-15 bar trean i ungdomstävlingen, Juan Ayuso, den vita tröjan eftersom ettan Remco Evenepoel bar den röda tröjan som ledare i totaltävlingen och tvåan Carlos Rodríguez bar sin tröja som spansk mästare.

## Resultat

### Sammanlagt
| \| Totaltävlingen \| Totaltävlingen \| Totaltävlingen \| Totaltävlingen \| Totaltävlingen \| \| Cyklist \| Cyklist \| Lag \| Tid \| \| \| -------------- \| ------------------ \| ---------------------------------- \| -------------- \| -------------- \| \| 1. \| Remco Evenepoel \| Quick-Step Alpha Vinyl \| 80t 26' 59" \| \| \| 2. \| Enric Mas \| Movistar Team \| + 2' 02" \| \| \| 3. \| Juan Ayuso \| UAE Team Emirates \| + 4' 57" \| \| \| 4. \| Miguel Ángel López \| Astana Qazaqstan Team \| DSQ \| \| \| 4. \| João Almeida \| UAE Team Emirates \| + 7' 24" \| \| \| 5. \| Thymen Arensman \| Team DSM \| + 7' 45" \| \| \| 6. \| Carlos Rodríguez \| Ineos Grenadiers \| + 7' 57" \| \| \| 7. \| Ben O'Connor \| AG2R Citroën Team \| + 10' 30" \| \| \| 8. \| Rigoberto Urán \| EF Education-EasyPost \| + 11' 04" \| \| \| 9. \| Jai Hindley \| Bora-Hansgrohe \| + 12' 01" \| \| \| 10. \| Louis Meintjes \| Intermarché-Wanty-Gobert Matériaux \| + 15' 41" \| \| \| 11. \| Jan Polanc \| UAE Team Emirates \| + 21' 39" \| \| \| 12. \| Alejandro Valverde \| Movistar Team \| + 25' 39" \| \| \| 13. \| Richard Carapaz \| Ineos Grenadiers \| + 29' 19" \| \| \| 14. \| Mikel Landa \| Bahrain Victorious \| + 44' 13" \| \| \| 15. \| Luis León Sánchez \| Bahrain Victorious \| + 45' 49" \| \| \| 16. \| Thibaut Pinot \| Groupama-FDJ \| + 46' 20" \| \| \| 17. \| Wilco Kelderman \| Bora-Hansgrohe \| + 48' 37" \| \| \| 18. \| Tao Geoghegan Hart \| Ineos Grenadiers \| + 49' 11" \| \| \| 19. \| Gino Mäder \| Bahrain Victorious \| + 52' 25" \| \| \| 20. \| David de la Cruz \| Astana Qazaqstan Team \| + 1t 00' 15" \| \| |                    |                                    |              |
| |                    |                                    |              |
| Källa: ProCyclingStats |                    |                                    |              |
| Totaltävlingen |                    |                                    |              |
| Cyklist | Cyklist            | Lag                                | Tid          |
| 1. | Remco Evenepoel    | Quick-Step Alpha Vinyl             | 80t 26' 59"  |
| 2. | Enric Mas          | Movistar Team                      | + 2' 02"     |
| 3. | Juan Ayuso         | UAE Team Emirates                  | + 4' 57"     |
| 4. | Miguel Ángel López | Astana Qazaqstan Team              | DSQ          |
| 4. | João Almeida       | UAE Team Emirates                  | + 7' 24"     |
| 5. | Thymen Arensman    | Team DSM                           | + 7' 45"     |
| 6. | Carlos Rodríguez   | Ineos Grenadiers                   | + 7' 57"     |
| 7. | Ben O'Connor       | AG2R Citroën Team                  | + 10' 30"    |
| 8. | Rigoberto Urán     | EF Education-EasyPost              | + 11' 04"    |
| 9. | Jai Hindley        | Bora-Hansgrohe                     | + 12' 01"    |
| 10. | Louis Meintjes     | Intermarché-Wanty-Gobert Matériaux | + 15' 41"    |
| 11. | Jan Polanc         | UAE Team Emirates                  | + 21' 39"    |
| 12. | Alejandro Valverde | Movistar Team                      | + 25' 39"    |
| 13. | Richard Carapaz    | Ineos Grenadiers                   | + 29' 19"    |
| 14. | Mikel Landa        | Bahrain Victorious                 | + 44' 13"    |
| 15. | Luis León Sánchez  | Bahrain Victorious                 | + 45' 49"    |
| 16. | Thibaut Pinot      | Groupama-FDJ                       | + 46' 20"    |
| 17. | Wilco Kelderman    | Bora-Hansgrohe                     | + 48' 37"    |
| 18. | Tao Geoghegan Hart | Ineos Grenadiers                   | + 49' 11"    |
| 19. | Gino Mäder         | Bahrain Victorious                 | + 52' 25"    |
| 20. | David de la Cruz   | Astana Qazaqstan Team              | + 1t 00' 15" |

### Övriga tävlingar
| Poängtävlingen | Poängtävlingen        | Poängtävlingen         | Poängtävlingen | Poängtävlingen |
| Cyklist        | Cyklist               | Lag                    | Poäng          |                |
| -------------- | --------------------- | ---------------------- | -------------- | -------------- |
| 1.             | Mads Pedersen         | Trek-Segafredo         | 409 poäng      |                |
| 2.             | Fred Wright           | Bahrain Victorious     | 186 poäng      |                |
| 3.             | Enric Mas             | Movistar Team          | 138 poäng      |                |
| 4.             | Remco Evenepoel       | Quick-Step Alpha Vinyl | 133 poäng      |                |
| 5.             | Marc Soler            | UAE Team Emirates      | 133 poäng      |                |
| 6.             | Danny van Poppel      | Bora-Hansgrohe         | 108 poäng      |                |
| 7.             | Pascal Ackermann      | UAE Team Emirates      | 106 poäng      |                |
| 8.             | Richard Carapaz       | Ineos Grenadiers       | 105 poäng      |                |
| 9.             | Kaden Groves          | BikeExchange-Jayco     | 74 poäng       |                |
| 10.            | Juan Sebastián Molano | UAE Team Emirates      | 69 poäng       |                |

| Poängtävlingen | Poängtävlingen        | Poängtävlingen         | Poängtävlingen | Poängtävlingen |
| Cyklist        | Cyklist               | Lag                    | Poäng          |                |
| -------------- | --------------------- | ---------------------- | -------------- | -------------- |
| 1.             | Mads Pedersen         | Trek-Segafredo         | 409 poäng      |                |
| 2.             | Fred Wright           | Bahrain Victorious     | 186 poäng      |                |
| 3.             | Enric Mas             | Movistar Team          | 138 poäng      |                |
| 4.             | Remco Evenepoel       | Quick-Step Alpha Vinyl | 133 poäng      |                |
| 5.             | Marc Soler            | UAE Team Emirates      | 133 poäng      |                |
| 6.             | Danny van Poppel      | Bora-Hansgrohe         | 108 poäng      |                |
| 7.             | Pascal Ackermann      | UAE Team Emirates      | 106 poäng      |                |
| 8.             | Richard Carapaz       | Ineos Grenadiers       | 105 poäng      |                |
| 9.             | Kaden Groves          | BikeExchange-Jayco     | 74 poäng       |                |
| 10.            | Juan Sebastián Molano | UAE Team Emirates      | 69 poäng       |                |

| Ungdomstävlingen | Ungdomstävlingen    | Ungdomstävlingen       | Ungdomstävlingen | Ungdomstävlingen |
| Cyklist          | Cyklist             | Lag                    | Tid              |                  |
| ---------------- | ------------------- | ---------------------- | ---------------- | ---------------- |
| 1.               | Remco Evenepoel     | Quick-Step Alpha Vinyl | 80t 26' 59"      |                  |
| 2.               | Juan Ayuso          | UAE Team Emirates      | + 4' 57"         |                  |
| 3.               | João Almeida        | UAE Team Emirates      | + 7' 24"         |                  |
| 4.               | Thymen Arensman     | Team DSM               | + 7' 45"         |                  |
| 5.               | Carlos Rodríguez    | Ineos Grenadiers       | + 7' 57"         |                  |
| 6.               | Gino Mäder          | Bahrain Victorious     | + 52' 25"        |                  |
| 7.               | Sergio Higuita      | Bora-Hansgrohe         | + 1t 01' 23"     |                  |
| 8.               | José Félix Parra    | Equipo Kern Pharma     | + 1t 05' 02"     |                  |
| 9.               | Clément Champoussin | AG2R Citroën Team      | + 1t 24' 39"     |                  |
| 10.              | Edoardo Zambanini   | Bahrain Victorious     | + 1t 31' 40"     |                  |

| Ungdomstävlingen | Ungdomstävlingen    | Ungdomstävlingen       | Ungdomstävlingen | Ungdomstävlingen |
| Cyklist          | Cyklist             | Lag                    | Tid              |                  |
| ---------------- | ------------------- | ---------------------- | ---------------- | ---------------- |
| 1.               | Remco Evenepoel     | Quick-Step Alpha Vinyl | 80t 26' 59"      |                  |
| 2.               | Juan Ayuso          | UAE Team Emirates      | + 4' 57"         |                  |
| 3.               | João Almeida        | UAE Team Emirates      | + 7' 24"         |                  |
| 4.               | Thymen Arensman     | Team DSM               | + 7' 45"         |                  |
| 5.               | Carlos Rodríguez    | Ineos Grenadiers       | + 7' 57"         |                  |
| 6.               | Gino Mäder          | Bahrain Victorious     | + 52' 25"        |                  |
| 7.               | Sergio Higuita      | Bora-Hansgrohe         | + 1t 01' 23"     |                  |
| 8.               | José Félix Parra    | Equipo Kern Pharma     | + 1t 05' 02"     |                  |
| 9.               | Clément Champoussin | AG2R Citroën Team      | + 1t 24' 39"     |                  |
| 10.              | Edoardo Zambanini   | Bahrain Victorious     | + 1t 31' 40"     |                  |

| Bergstävlingen | Bergstävlingen          | Bergstävlingen         | Bergstävlingen | Bergstävlingen |
| Cyklist        | Cyklist                 | Lag                    | Poäng          |                |
| -------------- | ----------------------- | ---------------------- | -------------- | -------------- |
| 1.             | Richard Carapaz         | Ineos Grenadiers       | 73 poäng       |                |
| 2.             | Robert Stannard         | Alpecin-Deceuninck     | 36 poäng       |                |
| 3.             | Enric Mas               | Movistar Team          | 28 poäng       |                |
| 4.             | Thymen Arensman         | Team DSM               | 23 poäng       |                |
| 5.             | Remco Evenepoel         | Quick-Step Alpha Vinyl | 23 poäng       |                |
| 6.             | Marc Soler              | UAE Team Emirates      | 23 poäng       |                |
| 7.             | Sergio Higuita          | Bora-Hansgrohe         | 18 poäng       |                |
| 8.             | Miguel Ángel López      | Astana Qazaqstan Team  | DSQ            |                |
| 8.             | Jimmy Janssens          | Alpecin-Deceuninck     | 17 poäng       |                |
| 9.             | Rubén Fernández Andújar | Cofidis                | 15 poäng       |                |

| Bergstävlingen | Bergstävlingen          | Bergstävlingen         | Bergstävlingen | Bergstävlingen |
| Cyklist        | Cyklist                 | Lag                    | Poäng          |                |
| -------------- | ----------------------- | ---------------------- | -------------- | -------------- |
| 1.             | Richard Carapaz         | Ineos Grenadiers       | 73 poäng       |                |
| 2.             | Robert Stannard         | Alpecin-Deceuninck     | 36 poäng       |                |
| 3.             | Enric Mas               | Movistar Team          | 28 poäng       |                |
| 4.             | Thymen Arensman         | Team DSM               | 23 poäng       |                |
| 5.             | Remco Evenepoel         | Quick-Step Alpha Vinyl | 23 poäng       |                |
| 6.             | Marc Soler              | UAE Team Emirates      | 23 poäng       |                |
| 7.             | Sergio Higuita          | Bora-Hansgrohe         | 18 poäng       |                |
| 8.             | Miguel Ángel López      | Astana Qazaqstan Team  | DSQ            |                |
| 8.             | Jimmy Janssens          | Alpecin-Deceuninck     | 17 poäng       |                |
| 9.             | Rubén Fernández Andújar | Cofidis                | 15 poäng       |                |

| Lagtävlingen | Lagtävlingen           | Lagtävlingen | Lagtävlingen |
| Lag          | Lag                    | Tid          |              |
| ------------ | ---------------------- | ------------ | ------------ |
| 1.           | UAE Team Emirates      | 240t 36' 32" |              |
| 2.           | Ineos Grenadiers       | + 55' 35"    |              |
| 3.           | Movistar Team          | + 1t 16' 52" |              |
| 4.           | Bahrain Victorious     | + 1t 17' 36" |              |
| 5.           | Astana Qazaqstan Team  | + 1t 34' 18" |              |
| 6.           | Bora-Hansgrohe         | + 1t 38' 20" |              |
| 7.           | Jumbo-Visma            | + 2t 12' 14" |              |
| 8.           | EF Education-EasyPost  | + 2t 25' 47" |              |
| 9.           | Groupama-FDJ           | + 2t 33' 37" |              |
| 10.          | Quick-Step Alpha Vinyl | + 2t 47' 09" |              |

| Lagtävlingen | Lagtävlingen           | Lagtävlingen | Lagtävlingen |
| Lag          | Lag                    | Tid          |              |
| ------------ | ---------------------- | ------------ | ------------ |
| 1.           | UAE Team Emirates      | 240t 36' 32" |              |
| 2.           | Ineos Grenadiers       | + 55' 35"    |              |
| 3.           | Movistar Team          | + 1t 16' 52" |              |
| 4.           | Bahrain Victorious     | + 1t 17' 36" |              |
| 5.           | Astana Qazaqstan Team  | + 1t 34' 18" |              |
| 6.           | Bora-Hansgrohe         | + 1t 38' 20" |              |
| 7.           | Jumbo-Visma            | + 2t 12' 14" |              |
| 8.           | EF Education-EasyPost  | + 2t 25' 47" |              |
| 9.           | Groupama-FDJ           | + 2t 33' 37" |              |
| 10.          | Quick-Step Alpha Vinyl | + 2t 47' 09" |              |